# Джоан Ривърс
Джоан Александра Молински (на английски: Joan Alexandra Molinsky), по-известна като Джоан Ривърс (на английски: Joan Rivers), е американска актриса, комик, сценарист, продуцент и телевизионна водеща. Тя е популярна най-вече с противоречивата си комична персона – силно самоунизителна и остра, особено към известни личности и политици.
Става известна през 1965 г. като гост на предаването The Tonight Show, водено от ментора ѝ – Джони Карсън. Именно това комедийно шоу установява комичния стил на Ривърс. През 1986 г. се появява със своя конкурентна телевизионна програма – The Late Show with Joan Rivers, с което става първата жена, водеща вечерно ток шоу. Впоследствие води The Joan Rivers Show от 1989 до 1993 г., с което спечелва дневна награда „Еми“ за отличен водещ. От средата на 1990-те години се проучва с комичните си интервюта с известни личности на червения килим. Тя е и съводеща на модното предаване Fashion Police от 2010 до 2014 г. и участва в реалити предаването Joan & Melissa: Joan Knows Best? (2011 – 2014) заедно с дъщеря си, Мелиса Ривърс. През 2010 г. става обект на документалния филм Joan Rivers: A Piece of Work.
Авторка е на 12 книги и три комедийни албума, озаглавени Mr. Phyllis And Other Funny Stories (1965), The Next To Last Joan Rivers Album (1969) и What Becomes A Semi-Legend Most? (1983). През 1984 г. е номинирана за „Грами“ за най-добър забавен албум, а през 1994 г. е номинирана за награда „Томи“ за главната си роля в Sally Marr ... and Her Escorts. През 2009 г. се състезава рамо до рамо с дъщеря си, Мелиса, във втори сезон на реалити предаването The Celebrity Apprentice, като накрая го спечелва. През 2015 г. е посмъртно наградена с „Грами“ за книгата си Diary of a Mad Diva.
През 1968 г. телевизионният критик Джак Гулд от The New York Times определя Ривърс като „много вероятно най-интуитивно смешната жена“. През 2017 г. списание Rolling Stone я поставя на шесто място в списъка си на 50-те най-добри стендъп комици в историята, а през октомври същата година е включена в Залата на славата на Телевизионната академия.

## Избрана филмография
- Космически топки (1987)
- Виж кой говори (1989)
- Наполеон (1995)
- Шрек 2 (2004)
- Аз съм с нея (2004)
- Дъщерята на президента (2004)
- Клъцни/Срежи (2004)
- Адвокатите от Бостън (2006)
- Уолстрийт: Парите никога не спят (2010)
- Смърфовете (2011)
- Жега в Кливланд (2012)
- Железният човек 3 (2013)